# الرحلة (كرة)
الرحلة، هي الكرة الرسمية لبطولة كأس العالم لكرة القدم 2022 المقامة في قطر، صُممت الكرة من قبل شركة أديداس في ألمانيا، وهي الشريك الرسمي للاتحاد الدولي لكرة القدم والمورد الرسمي لكرات كأس العالم لكرة القدم منذ بطولة كأس العالم لكرة القدم 1970. اسم مستوحى من الثقافة والعمارة والقوارب الشهيرة وعلم دولة قطر.
مباريات نصف النهائي لعبت بكرة أخرى وهي نفس تصميم كرة الرحلة ولكن بألوان مختلف تحتوي على اللون العنابي الممزوج باللون الذهبي.

## التصميم
الكرة مستوحاة من الهندسة المعمارية والقوارب وعلم قطر، صُمّمت كرة الرحلة باستخدام بيانات واختبارات صارمة في معامل أديداس وأنفاق الريح، وعلى عشب الملاعب، وتتميز بأعلى مستويات الدقة والموثوقية بفضل تصميمها وقوام سطحها. تعتبر الكرة أسرع من أي كرة سبق وظهرت في كأس العالم عبر التاريخ.
تعتبر المرة الرابعة عشر على التوالى التي تٌصنّع فيها أديداس كرة كأس العالم، تم تقديم الكرة للإعلام في العاصمة القطرية الدوحة في 31 أبريل 2022 من قبل الحارس إيكر كاسياس وكاكا الفائز بالكرة الذهبية 2007، واللاعبة السعودية فرح جفري، واللاعبة الإماراتية نوف العنزي.

## التقنيات
يتم شحنها بالكهرباء قبل انطلاق كل مباراة، بسبب وجود حساسات إلكترونية ترسل 500 إشارة في الثانية للكاميرات الموجودة في الملعب وغرفة تقنية الفيديو (VAR)، وارتباطها بنظام كشف التسلل نصف الآلي.

## المميزات
يختلف تصميم كرة "الرحلة" عن كرات كأس العالم السابقة، حيث استُخدم في صناعتها 20 قطعة خارجية، 8 قطع منها عبارة عن مثلثات صغيرة ذات جوانب متساوية تقريبا، و12 مثلثا أكبر حجما، وشكلها مثل مخروط "المثلجات". كما انها، كما تعد الكرة الاولى في تاريخ بطولات كاس العالم التي تُصنع من الأحبار والمواد اللاصقة المائية، وتتميز بالانتقال أثناء الطيران بسرعة تفوق أية كرة أخرى في تاريخ البطولة. الغشاء الخارجي مصنوع من جلد البولي يوريثين، الذي يحسن الدقة والاستقرار عند الطيران والانحراف، وتصميمها الداخلي يوفر السرعة واتساق الحركة السريعة، مع أقصى قدر من الاحتفاظ بالهواء ودقة الارتداد.

## اختبارات الديناميكية
اختبر باحثون يابانيون كرات كأس العالم الأربع الأخيرة في نفق هوائي في جامعة تسوكوبا، ووجدوا أن "الرحلة" تتميز بخصائص ديناميكية هوائية تشبه إلى حد كبير سابقاتها، وقد تتحرك أسرع قليلا.

## الصناعة
عظم الكرات تم تصنيعها في باكستان من قبل شركة Forward Sports لصالح شركة أديداس، وتم تصنيع بعض الكرات في مصانع في دور أخرى مثل أندونسيا و مصر.

## كرة الحلم للمباريات النهائية
في نصف نهائي البطولة تم الإعلان عن كرة (الحلم) أو (كرة أديداس الحلم) كإشارة لحلم كل المنتخبات المتأهلة لنصف النهائي بالتتويج بالبطولة، وتم الإعلان عن الكرة المخصصة يوم 11 ديسمبر 2022 وهو نفس تصميم كرة الرحلة ولكن بألوان مختلفة، حيث تحوي اللون العنابي الشهير بدولة قطر ممزوجة باللون الذهبي.
جرت العادة منذ بطولة كأس العالم 2006 وعلى مدار الأربع نسخ التالي أن يتم تخصيص كرة للمباراة النهائية فقط ولكن في نسخة 2022 تقرر تخصيص الكرة لمباريات نصف النهائي.